# 344-я стрелковая дивизия
344-я стрелковая дивизия — воинское соединение Вооружённых Сил СССР, принимавшее участие в Великой Отечественной войне.

## История
Дивизия формировалась во время Великой Отечественной войны в Барышском и Кузоватовском районах с августа по октябрь 1941 года по Постановлению ГКО № 459 от 11.08.1941. Находилась в действующей армии с 02.12.1941 по 09.05.1945.
В ноябре 1941 года № 55 по Директиве Ставки ВГК командующему 26-й резервной армии № оп/2999 от 25 ноября 1941 года была погружена в эшелоны в Чебоксарах и переправлена в Ногинск, а затем в Люберцы, где укомплектовывалась и получала вооружение.
C 15.01.1942 по 26.01.1942 совершала передислокацию в район Извеково — Воронино, закончила сосредоточение к 26.01.1942. Вступила в наступательные бои с 27.01.1942, наступая из района Давыдове, Живульки в направлении Мочалово, Долина в обход Юхнова с юга, вышла к Варшавскому шоссе. 1156-й стрелковый полк в ходе боёв попал в окружение, в районе Чернево-Вышнее, потеряв при этом пропавшими без вести (другими словами в основном попавшими в плен) только из командного состава и только за один день — 06.02.1942 — 35 человек. По 15.02.1942 дивизия вела бои по овладению Чернево, наступала в направлении Большое Среднее, Мальцево. К 22.02.1942 смогла овладеть юго-западной окраиной Юхнова и по 20.03.1942 вела бои за овладение Людково, Выгорь, Александровка, а затем по 20.04.1942 безуспешно пыталась перерезать Варшавское шоссе.
Затем в течение почти года вела кровопролитные бои на Варшавском шоссе в районе Шатино Болото в Мосальском районе, оставаясь приблизительно на одних и тех же рубежах.
08.03.1943 перешла в наступление, к исходу 11.03.1943 отдельные части дивизии вышли на рубеж Астапово-Грачевка-Гришино, а к утру 12.03.1943 марта очистили от противника деревни Долгое и Коровкино, тем самым завершив освобождение района.
С августа 1943 года принимала участие в Смоленской наступательной операции, наступала южнее Спас-Деменска. 25.09.1943 отличилась при освобождении Рославля, 28.09.1943, действуя совместно с 196-й танковой бригадой дивизия освободила Мстиславль, к октябрю 1943 года вышла на рубеж реки Проня южнее Дрибина, где была остановлена. В течение конца 1943 и до весны 1944 года вела безуспешные бои на оршанском направлении.
В Белорусской операции наступала во втором эшелоне вплоть до середины июля 1944 года, затем принимала участие в Каунасской операции, 17.07.1944 года форсировала Неман в районе посёлка Бальберишкис (близ Пренай), развивая наступление, 02.08.1944 участвовала в освобождении Вилкавишкиса, после чего вышла к границе Восточной Пруссии, 18—19 августа 1944 года наступала в направлении Подзишки-Слипины, имея справа 49-ю стрелковую дивизию и в течение конца августа — начала сентября 1944 года отражала ожесточённые контрудары врага из района Кибартай, затем, с 09.09.1944 была отведена в резерв и перегруппирована севернее.
С 04.10.1944 наступала в ходе Мемельской операции в направлении на Куршенай, прорвала оборону, в первый же день передовыми подразделениями оседлала шоссе Шяуляй — Куршенай, продолжила наступление, 09.10.1944 форсировала реку Миния, 11.10.1944 вела бои у населённого пункта Кульвели (19 километров юго-западнее Жагаре), 12.10.1944 у населённого пункта Гепайцы, с 13.10.1944 перешла к обороне на подступах к Мемелю. Вела бои под Мемелем до его штурма 28.01.1945 года, после чего была переброшена на Курляндский полуостров и вела бои с курляндской группировкой врага до мая 1945 года.
После Великой Отечественной войны дивизия была передана в состав Туркестанского военного округа, штаб её размещался в городе Кызыл-Арват Туркменской ССР. 30 июня 1955 года дивизия переименована в 58-ю стрелковую дивизию (с 25.06.1957 — 58-я мотострелковая дивизия).

## Полное наименование
- 344-я стрелковая Рославльская Краснознамённая дивизия

## Состав
- 1152-й стрелковый полк
- 1154-й стрелковый полк
- 1156-й стрелковый полк
- 913-й артиллерийский полк
- 394-й отдельный истребительно-противотанковый дивизион
- 637-я зенитная батарея (до 12.06.1943)
- 412-я отдельная разведывательная рота
- 481-й отдельный сапёрный батальон
- 766-й отдельный батальон связи (801-я, 208-я отдельная рота связи)
- 435-й отдельный медико-санитарный батальон
- 428-я отдельная рота химический защиты
- 465-я автотранспортная рота
- 204-я полевая хлебопекарня
- 773-й дивизионный ветеринарный лазарет
- 239-я полевая почтовая станция
- 780-я полевая касса Государственного банка

## Подчинение
| Дата            | Фронт (округ)                                  | Армия                | Корпус                  | Примечания |
| --------------- | ---------------------------------------------- | -------------------- | ----------------------- | ---------- |
| 01.09.1941 года | Приволжский военный округ                      | -                    | -                       | -          |
| 01.10.1941 года | Приволжский военный округ                      | -                    | -                       | -          |
| 01.11.1941 года | Резерв Ставки ВГК                              | 26-я резервная армия | -                       | -          |
| 01.12.1941 года | Резерв Ставки ВГК                              | 26-я резервная армия | -                       | -          |
| 01.01.1942 года | Московская зона обороны                        | -                    | -                       | -          |
| 01.02.1942 года | Западный фронт                                 | 50-я армия           | -                       | -          |
| 01.03.1942 года | Западный фронт                                 | 50-я армия           | -                       | -          |
| 01.04.1942 года | Западный фронт                                 | 50-я армия           | -                       | -          |
| 01.05.1942 года | Западный фронт                                 | 50-я армия           | -                       | -          |
| 01.06.1942 года | Западный фронт                                 | 50-я армия           | -                       | -          |
| 01.07.1942 года | Западный фронт                                 | 50-я армия           | -                       | -          |
| 01.08.1942 года | Западный фронт                                 | 50-я армия           | -                       | -          |
| 01.09.1942 года | Западный фронт                                 | 50-я армия           | -                       | -          |
| 01.10.1942 года | Западный фронт                                 | 50-я армия           | -                       | -          |
| 01.11.1942 года | Западный фронт                                 | 50-я армия           | -                       | -          |
| 01.12.1942 года | Западный фронт                                 | 50-я армия           | -                       | -          |
| 01.01.1943 года | Западный фронт                                 | 50-я армия           | -                       | -          |
| 01.02.1943 года | Западный фронт                                 | 50-я армия           | -                       | -          |
| 01.03.1943 года | Западный фронт                                 | 50-я армия           | -                       | -          |
| 01.04.1943 года | Западный фронт                                 | 50-я армия           | -                       | -          |
| 01.05.1943 года | Западный фронт                                 | 49-я армия           | -                       | -          |
| 01.06.1943 года | Западный фронт                                 | 49-я армия           | -                       | -          |
| 01.07.1943 года | Западный фронт                                 | 49-я армия           | -                       | -          |
| 01.08.1943 года | Западный фронт                                 | 49-я армия           | -                       | -          |
| 01.09.1943 года | Западный фронт                                 | 49-я армия           | 62-й стрелковый корпус  | -          |
| 01.10.1943 года | Западный фронт                                 | 49-я армия           | -                       | -          |
| 01.11.1943 года | Западный фронт                                 | 49-я армия           | -                       | -          |
| 01.12.1943 года | Западный фронт                                 | 49-я армия           | 113-й стрелковый корпус | -          |
| 01.01.1944 года | Западный фронт                                 | 49-я армия           | 113-й стрелковый корпус | -          |
| 01.02.1944 года | Западный фронт                                 | 49-я армия           | 113-й стрелковый корпус | -          |
| 01.03.1944 года | Западный фронт                                 | 49-я армия           | 113-й стрелковый корпус | -          |
| 01.04.1944 года | Западный фронт                                 | 49-я армия           | 113-й стрелковый корпус | -          |
| 01.05.1944 года | 2-й Белорусский фронт                          | 33-я армия           | 62-й стрелковый корпус  | -          |
| 01.06.1944 года | 2-й Белорусский фронт                          | 33-я армия           | 62-й стрелковый корпус  | -          |
| 01.07.1944 года | 2-й Белорусский фронт                          | 33-я армия           | 62-й стрелковый корпус  | -          |
| 01.08.1944 года | 3-й Белорусский фронт                          | 33-я армия           | 62-й стрелковый корпус  | -          |
| 01.09.1944 года | 1-й Прибалтийский фронт                        |                      | 19-й стрелковый корпус  | -          |
| 01.10.1944 года | 1-й Прибалтийский фронт                        | 43-я армия           | 19-й стрелковый корпус  | -          |
| 01.11.1944 года | 1-й Прибалтийский фронт                        | 43-я армия           | 19-й стрелковый корпус  | -          |
| 01.12.1944 года | 1-й Прибалтийский фронт                        | 43-я армия           | 19-й стрелковый корпус  | -          |
| 01.01.1945 года | 1-й Прибалтийский фронт                        | 43-я армия           | 19-й стрелковый корпус  | -          |
| 01.02.1945 года | 1-й Прибалтийский фронт                        | 4-я ударная армия    | 19-й стрелковый корпус  | -          |
| 01.03.1945 года | 2-й Прибалтийский фронт                        | 51-я армия           | 1-й стрелковый корпус   | -          |
| 01.04.1945 года | Ленинградский фронт (Курляндская группа войск) | -                    | 1-й стрелковый корпус   | -          |
| 01.05.1945 года | Ленинградский фронт (Курляндская группа войск) | 1-я ударная армия    | 1-й стрелковый корпус   | -          |

## Награды и наименования
| Награда (наименование)               | Дата                                                              | За что награждена |
| ------------------------------------ | ----------------------------------------------------------------- | --- |
| Почётное наименование «Рославльская» | Приказ Верховного Главнокомандующего СССР № 25 от 25.09.1943 года | За отличие в боях при овладении городом Рославль. |
| Орден Красного Знамени               | Указ Президиума Верховного Совета СССР от 10 июля 1944 года       | За образцовое выполнение заданий командования в боях при форсировании рек Проня и Днепр, прорыве сильно укреплённой обороны немцев, а также за овладение городами Могилёв, Шклов, Быхов и проявленные при этом доблесть и мужество. |

Награды частей дивизии:
- 1152-й стрелковый Клайпедский[4] ордена Кутузова[5] полк
- 1154-й стрелковый Краснознамённый[6] полк
- 1156-й стрелковый ордена Александра Невского[5] полк

## Командование

### Командиры
- Глушков, Михаил Пудофеевич (07.09.1941 — 24.02.1942), полковник;Тростинский
- Живалёв, Пётр Кириллович (26.02.1942 — 21.02.1943), полковник;
- Ильин, Михаил Трофимович (28.02.1943 — 05.06.1943), полковник;
- Пронин, Михаил Андреевич (08.06.1943 — 05.08.1943), генерал-майор;
- Страхов, Виталий Кузьмич (06.08.1943 — 12.04.1944), полковник;
- Дружинин, Георгий Иванович (13.04.1944 — ??.12.1950), полковник, с 20.04.1945 генерал-майор;
- Булгаков, Василий Иванович (??.12.1950 — ??.11.1956), полковник, с 03.08.1953 генерал-майор;
- Козлов, Михаил Фёдорович (09.05.1983 — 15.02.1987), генерал-майор.

### Заместители командира
- Никоноров, Николай Сергеевич (??.09.1947 — ??.10.1948), полковник
- Григорьян, Григорий Аркадьевич (??.11.1948 — ??.02.1951), генерал-майор

### Начальники штаба
- Страхов, Виталий Кузьмич (.10.1941 — .03.1943), полковник;

…
- Ширяев, Андрей Александрович (.07.1946 — .10.1946), полковник[7].

## Отличившиеся воины дивизии
| Награда | Ф. И. О.                        | Должность                                                       | Звание          | Дата награждения                 | Примечания                                                                             |  |
| ------- | ------------------------------- | --------------------------------------------------------------- | --------------- | -------------------------------- | -------------------------------------------------------------------------------------- |  |
|         | Калинин, Константин Михайлович  | Помощник командира взвода 407-й отдельной разведывательной роты | старший сержант | 23.02.1944 13.09.1944 03.11.1944 | в составе дивизии 2-я степень, дважды награждён 3-й степенью, перенаграждён 17.02.1970 |  |
|         | Лукьянчиков, Леонид Васильевич  | Командир отделения 1154-го стрелкового полка                    | сержант         | 24.03.1945                       |                                                                                        |  |
|         | Тростинский, Николай Николаевич | командир 1152-го стрелкового полка                              | подполковник    | 24.03.1945                       | погиб 16.08.1944                                                                       |  |
|         | Огуречников, Николай Иванович   | командир отделения 481-го отдельного сапёрного батальона        | старший сержант | 24.03.1945                       |                                                                                        |  |

## Память
- Школьный музей боевой славы в Долговской средней школе Калужской области.
- Школьный музей боевой славы в школе № 281 г. Москвы.
- Школьный музей боевой славы в Людковской средней школе Калужской области.
- Историко-краеведческий музей МОУ СОШ № 1 имени Героя России Ю. Д. Недвиги МО «Барышский район» Ульяновской области